# 仁青加
仁青加（藏語：རིན་ཆེན་རྒྱ་，威利转写：rin chen rgya，藏语拼音：Rinqên Gya；1954年7月—2021年3月9日），青海省共和县人，藏族，中华人民共和国政治人物。
曾经担任中共兴海县委书记。1990年，任海北州委副书记。1996年，担任海南州州长。2002年，担任中共青海省委常委、海南州委书记。2007年，兼任青海省纪委书记。2012年1月，当选青海省政协主席。2018年1月，当选第十三届全国政协委员，同時卸任青海省政协主席。
2021年3月9日，在共和县逝世。